# Джон Грінхілл
Джон Грінхілл (англ. John Greenhill; 1644 Солсбері, графство Вілтшир — 19 травня 1676, Лондон) — англійський художник-портретист і гравер третьої чверті XVII століття.
|                                                                            | З усіх художників, які вийшли з майстерні сера Пітера Лелі (1618—1680), — найбільш значного живописця Англії кінця XVIII століття, — Джон Грінхілл був найпрекраснішим. |
| — Джордж Верт'ю (George Vertue, 1684—1756), англійський гравер і антиквар. | |

## Біографія
Джон Грінхілл народився в Солсбері в сім'ї Джона Грінхілла Старшого, архіваріуса єпархії Солсбері, і Пенелопи Чампніз (Champneys). Джон був старшим сином у родині і джентльменом за походженням. Ставши учнем портретиста Пітера Лелі, швидко освоїв малюнок олівцем, а незабаром і живопис олією. Спочатку дуже працьовитий, Грінхілл занадто рано пов'язав себе одруженням.
Схильний до поетичного сприйняття життя, він був дуже приємний в бесіді. І хоча навіть на галасливих застіллях художник не випускав з рук олівця і малював портрети акторів, мало помалу шкідливі звички взяли верх. 19 травня 1676, повертаючись після гулянки з одного із закладів («Vine Tavern», Холборн) напідпитку, він звалився в стічну канаву на Лонг-Акрі; добрі люди витягли і донесли безпорадного художника до його будинку поруч з площею Лінкольнс-Інн-Філдс, але він в той же день помер.
Джон Грінхілл був похований на цвинтарі церкви Сент-Джайлз в центрі Лондона. Пітер Лелі надав вдові й сім'ї померлого художника постійну допомогу.
Серед шанувальників таланту Грінхілла була романістка і драматург Афра Бен; за життя художника вона вела з ним постійне любовне листування, а після смерті проливала сльози.

### Брат

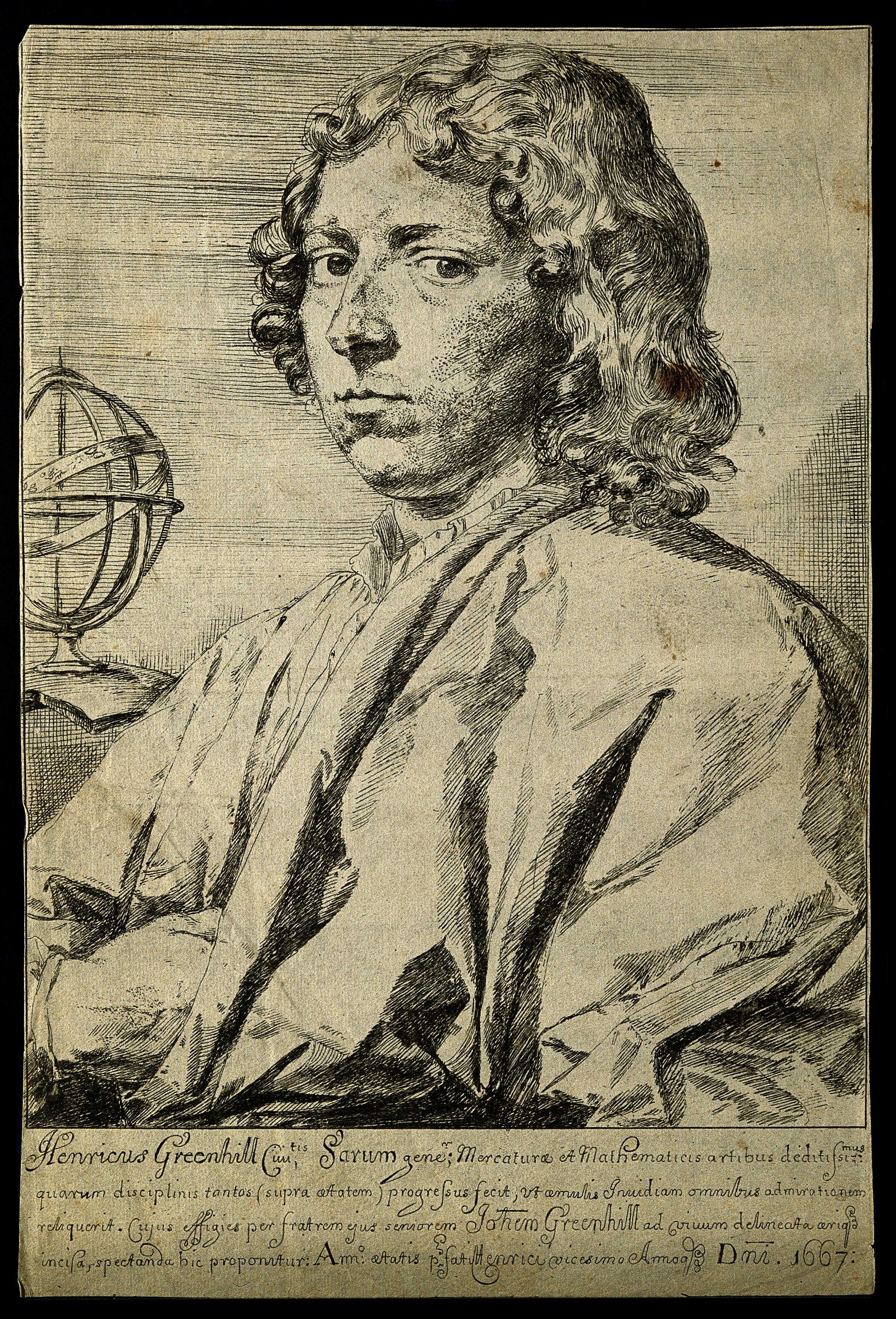
Джон Грінхілл. Генрі Грінхілл (гравюра; 1667)

Генрі Грінхілл (1646—1708), молодший брат Джона, також народився в Солсбері. Він відзначився на торговій службі в Вест-Індії, і був нагороджений званням адмірала. У 1689 Генрі Грінхілл отримав посаду в Міністерстві транспорту, а 1691 року став одним з головних комісарів флоту. Офортний портрет юного Генрі Грінхілла виконаний старшим братом в 1667 році.

### Галерея

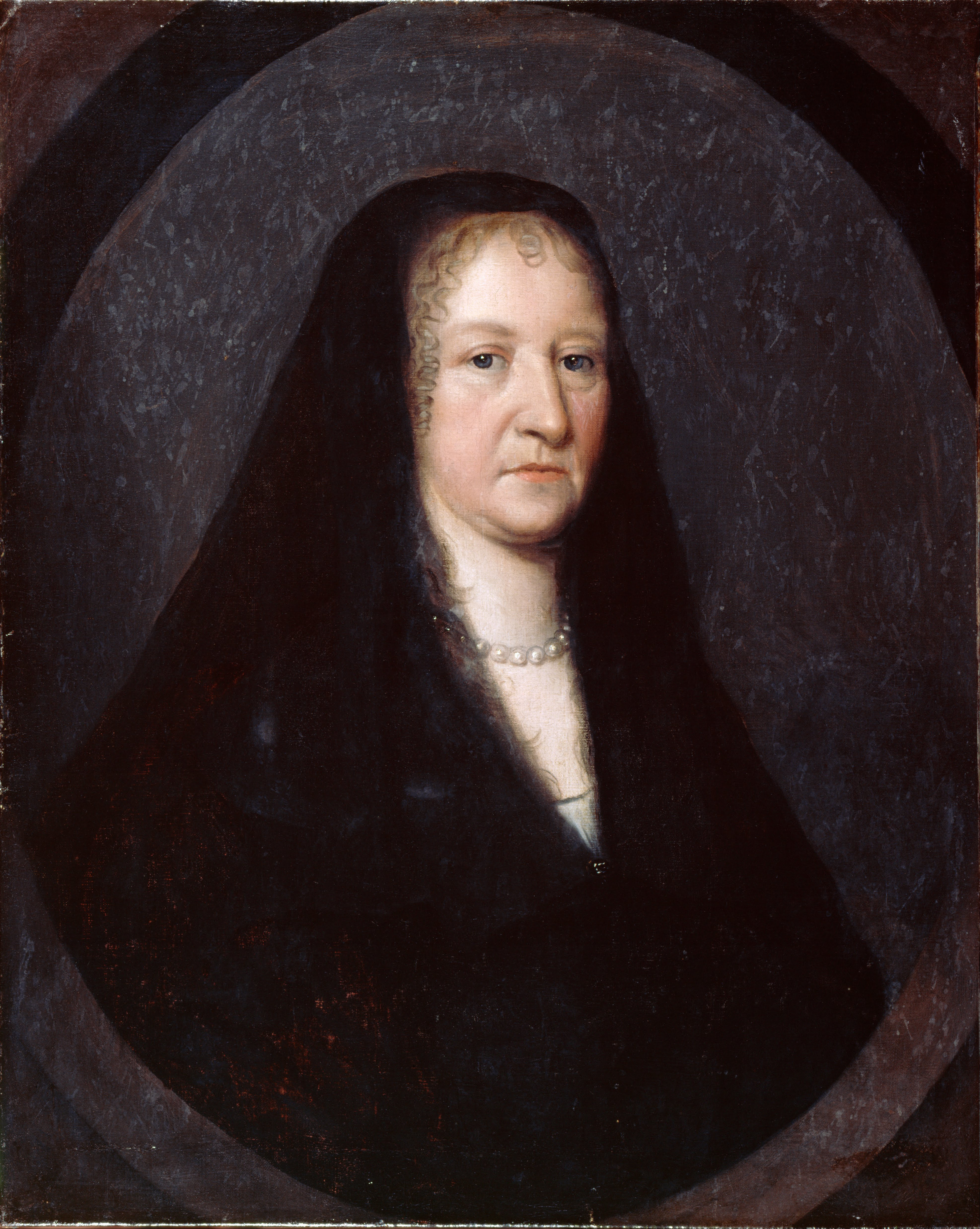
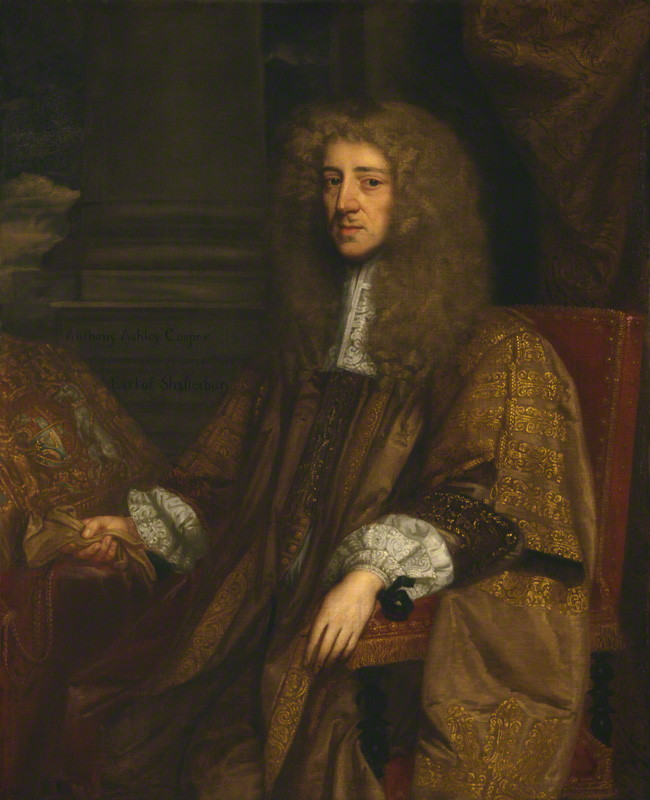
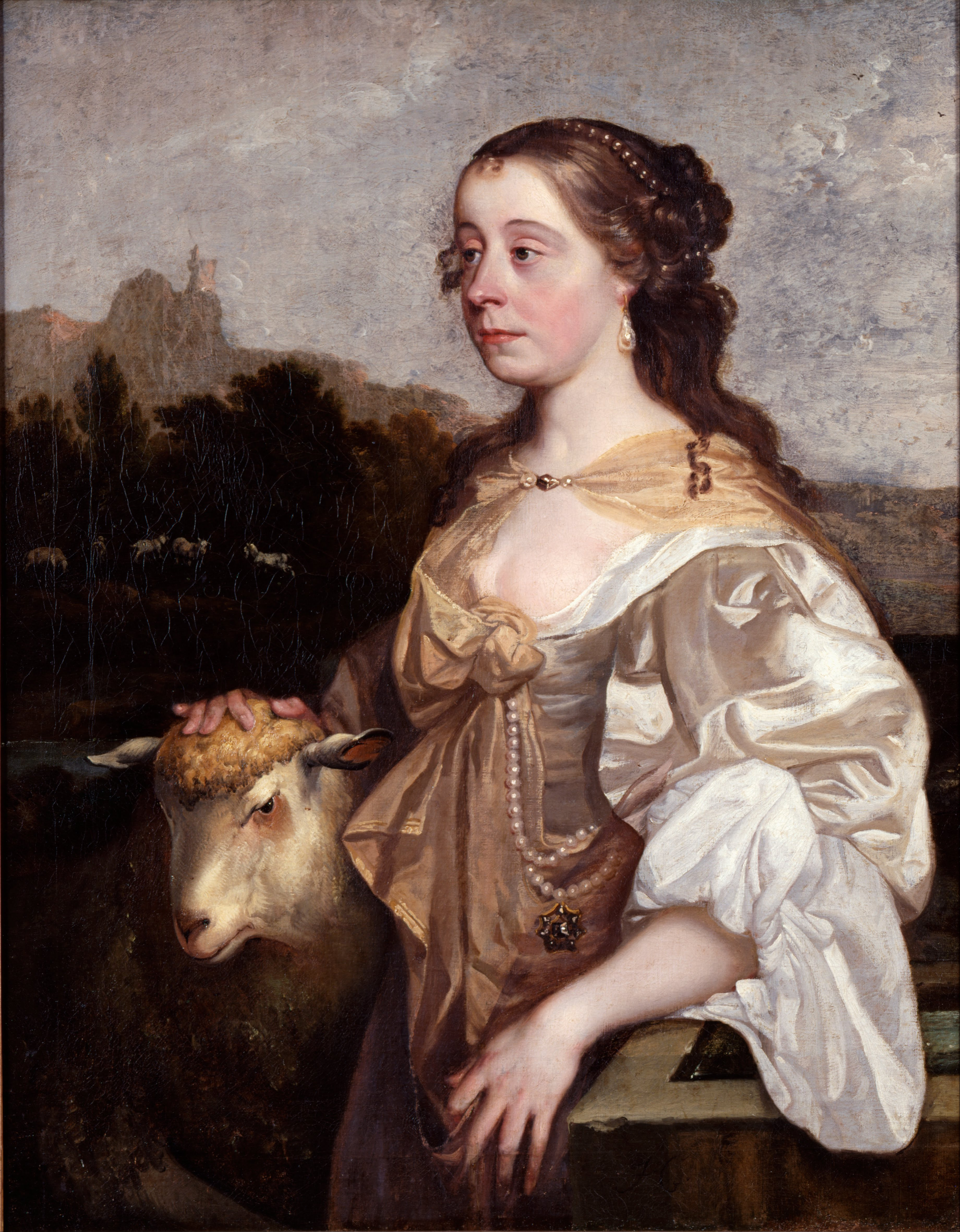
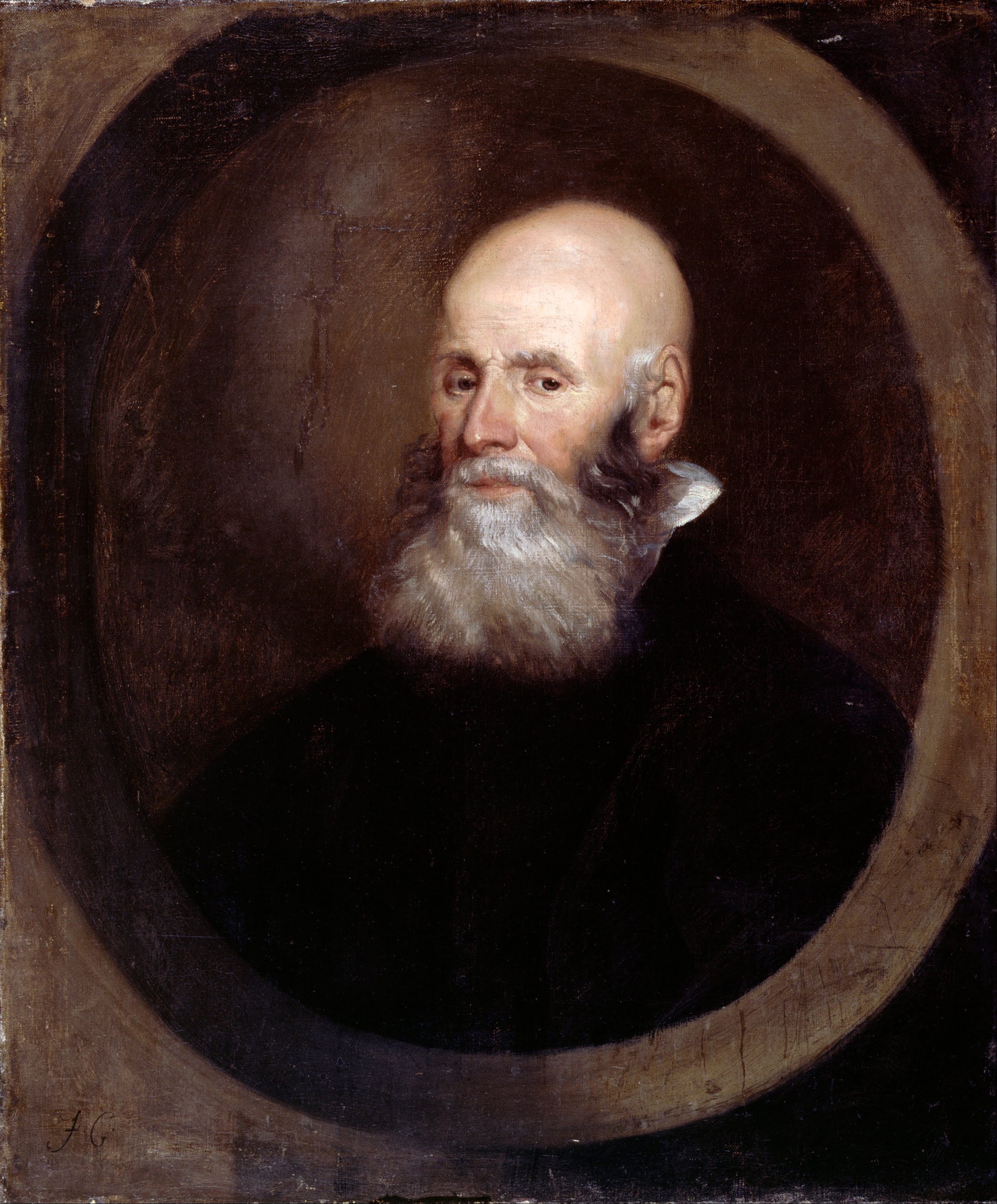
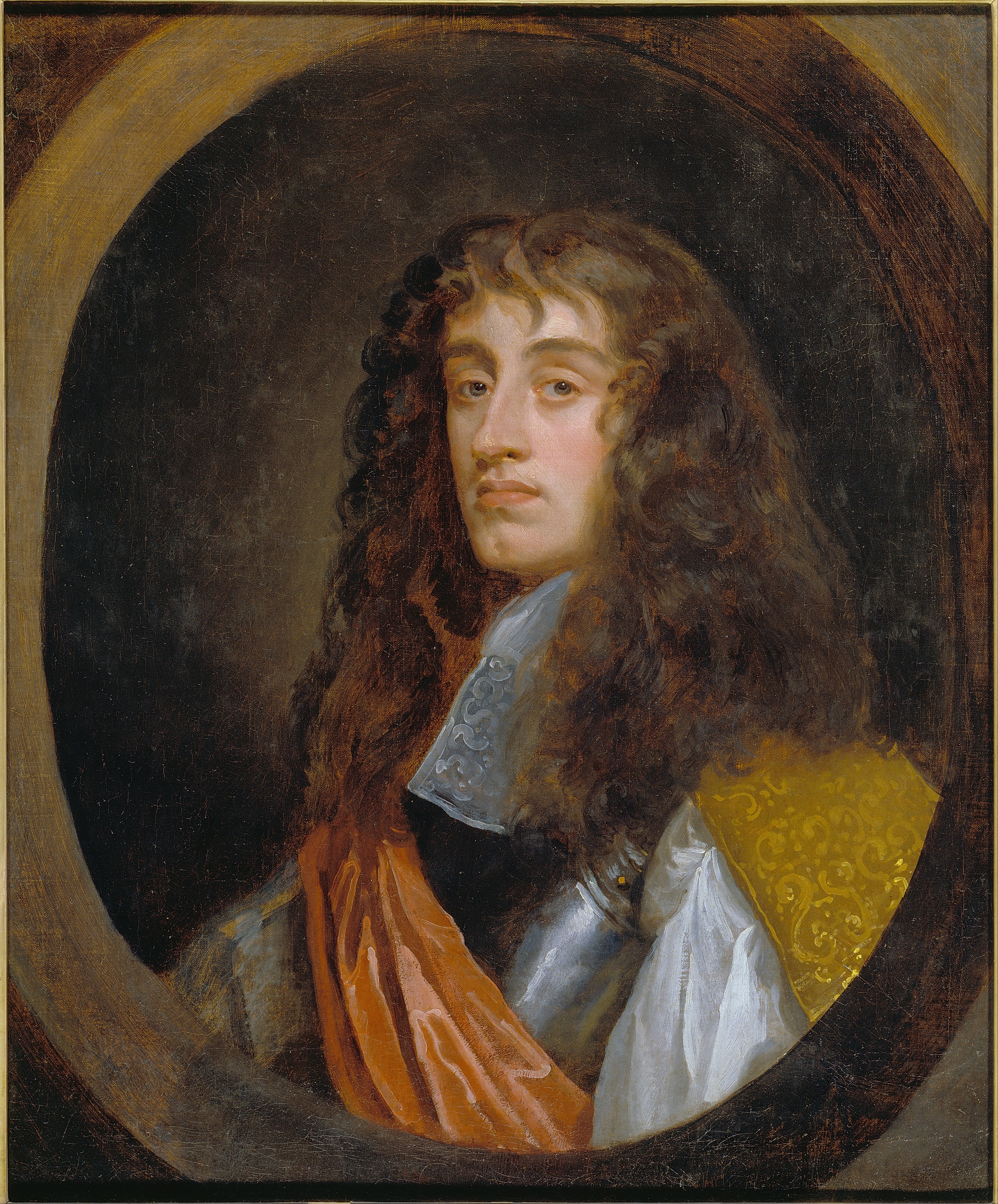
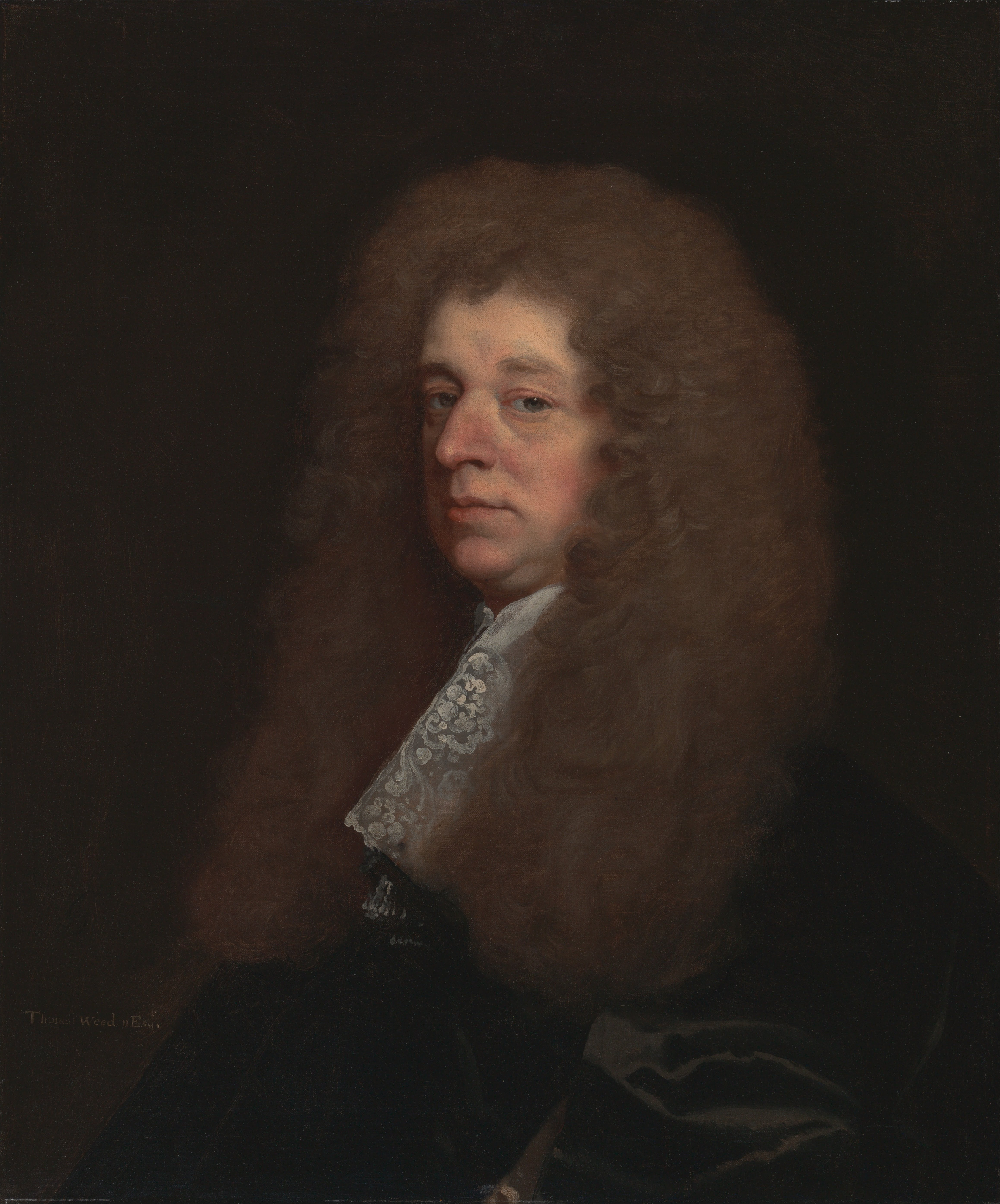
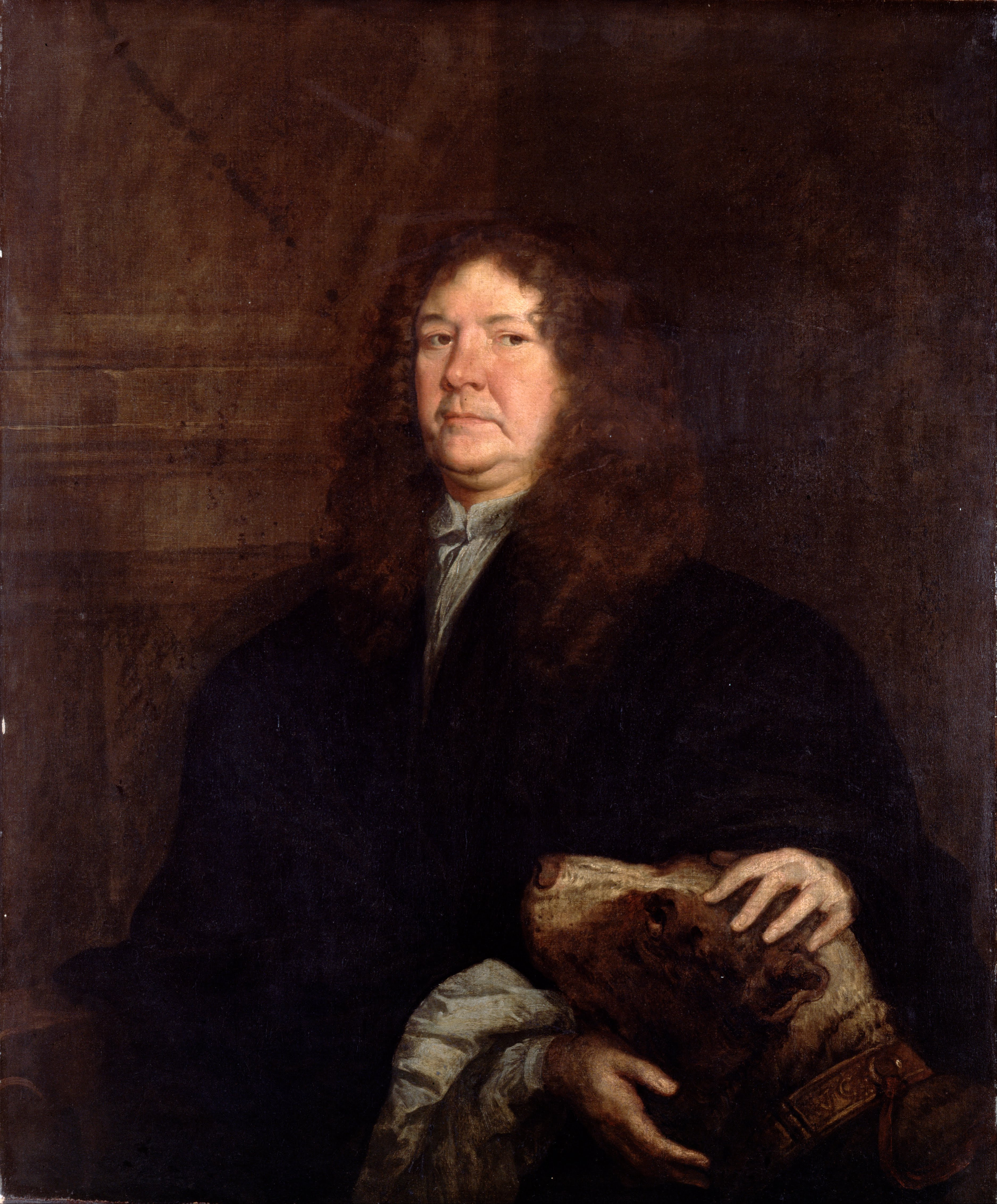
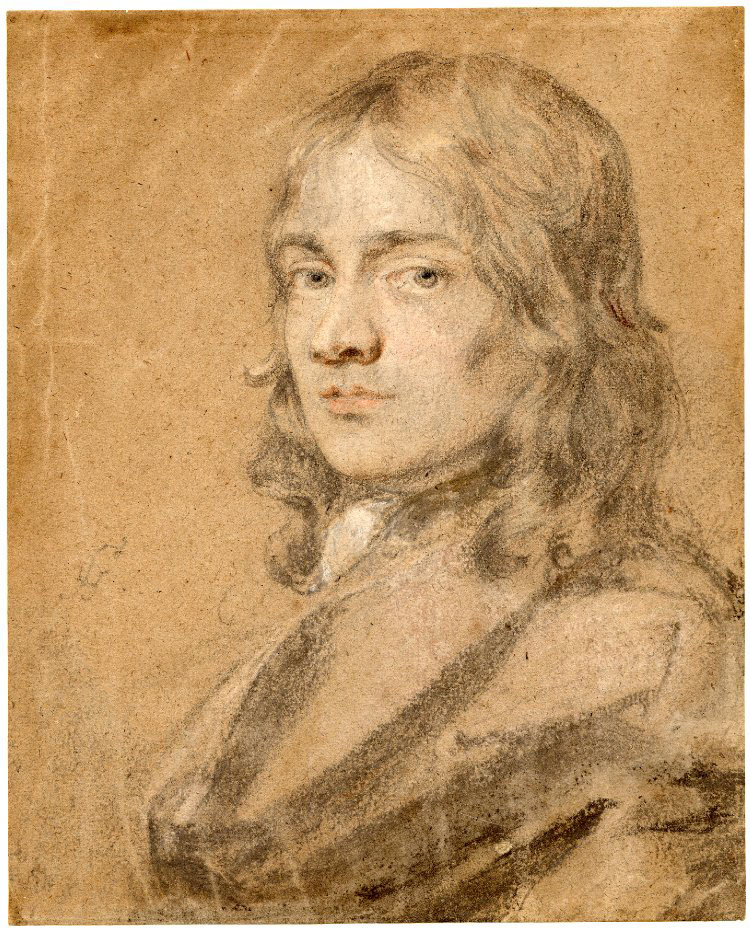

## Творчість
Заснувавши незабаром після виходу з майстерні Лелі власну портретну студію, Джон Грінхілл вже сам отримував замовлення на портрети від багатьох видних придворних, наприклад, від Анни Гайд, герцогині Йоркської, і навіть від самого короля Карла II (Портрет Карла II, бл. 1665, полотно, олія; 127 × 101.5 см; Шир-холл, Ворик).